# ناو کلاس آپولو
کروزر کلاس آپولو (به انگلیسی: Apollo-class cruiser) یک کلاس از کشتی است که طول آن ۳۱۴ فوت (۹۶ متر) می‌باشد.